# Coût de production
Le coût d'une entreprise ou d'une administration est la somme des dépenses réalisées pour produire des biens ou services.
Ce coût est composé des charges directes et indirectes de la production hors frais de commercialisation, frais anormaux ou de stockage non liés directement à la production.
Le coût de production concerne le coût des biens produits sur une période donnée. Lorsqu'il y a des stocks, le coût de revient désigne le coût des biens vendus (produits ou provenant du stock) de la période.

## Enjeux
Le coût de production calculé par la comptabilité analytique et constitué de charges d'exploitation est un indicateur de la compétitivité économique et de la survie des entreprises face à leurs concurrentes.
La comptabilité analytique se focalise sur le coût de production car au niveau macroéconomique, le coût de production est réparti entre le coût du capital et le coût du travail. Cette division permet d'inscrire le coût de production dans l'analyse de la croissance économique qui s'appuie sur la répartition de la valeur ajoutée en consommation et rémunération des apporteurs de capitaux. L'approche prend tout son sens sous un angle dynamique qui permet de prendre en compte les prélèvements des administrations publiques par exemple.
Au niveau tactique pour l'entreprise : le coût de production sera utilisé par le service marketing afin de déterminer un prix minimal des offres permettant la couverture des frais fixes (coûts fixes) par les ventes. L'analyse marketing ne sera complète que si une analyse du coût de revient est aussi effectuée à titre de comparaison de couverture des frais fixes.
Au niveau opérationnel (comptable par exemple) : le coût de production sert de référence à la valorisation des stocks de produits finis. L'information est ensuite utilisée pour le calcul du coût de production à proprement parler.

## Caractéristiques générales
Une entreprise doit assumer des charges directes et des charges indirectes de la production. Ces charges peuvent être variables ou fixes. Il existe cependant une différence de taille entre les charges variables et les charges fixes : les charges variables sont constatées si un chiffre d'affaires est généré, les charges fixes sont totalement détachées de l'activité.

### Charges directes
Une charge directe (variable ou fixe) est une charge pouvant être rattachée sans ambiguïté au produit dont on calcule le coût de production, soit parce que la ressource (matière première, main-d'œuvre, par exemple) est consommée uniquement par ce produit, soit parce qu'on peut tracer la consommation à l'aide de compteurs ou instruments de mesure.

### Charges indirectes
Une charge indirecte (variable ou fixe) est une charge qui ne peut être rattachée sans ambiguïté au produit dont on calcule le coût de production. Par exemple, les salaires des employés travaillant dans plusieurs ateliers ; les dotations aux amortissements de machines servant à la production de plusieurs produits. Une charge indirecte nécessite un traitement (répartition) pour être imputée à un coût.